# Horní Bříza
Horní Bříza (en allemand : Stadt Tuschkau) est une ville du district de Plzeň-Nord, dans la région de Plzeň, en République tchèque. Sa population s'élevait à 4 091 habitants en 2022.

## Géographie
Horní Bříza se trouve à 12 km au nord du centre de Plzeň et à 82 km à l'ouest-sud-ouest de Prague.
La commune est limitée par Kaznějov au nord, par Hromnice à l'est, par Třemošná au sud, et par Ledce et Žilov à l'ouest.

## Histoire
La première mention écrite de la localité date de 1180.

## Galerie

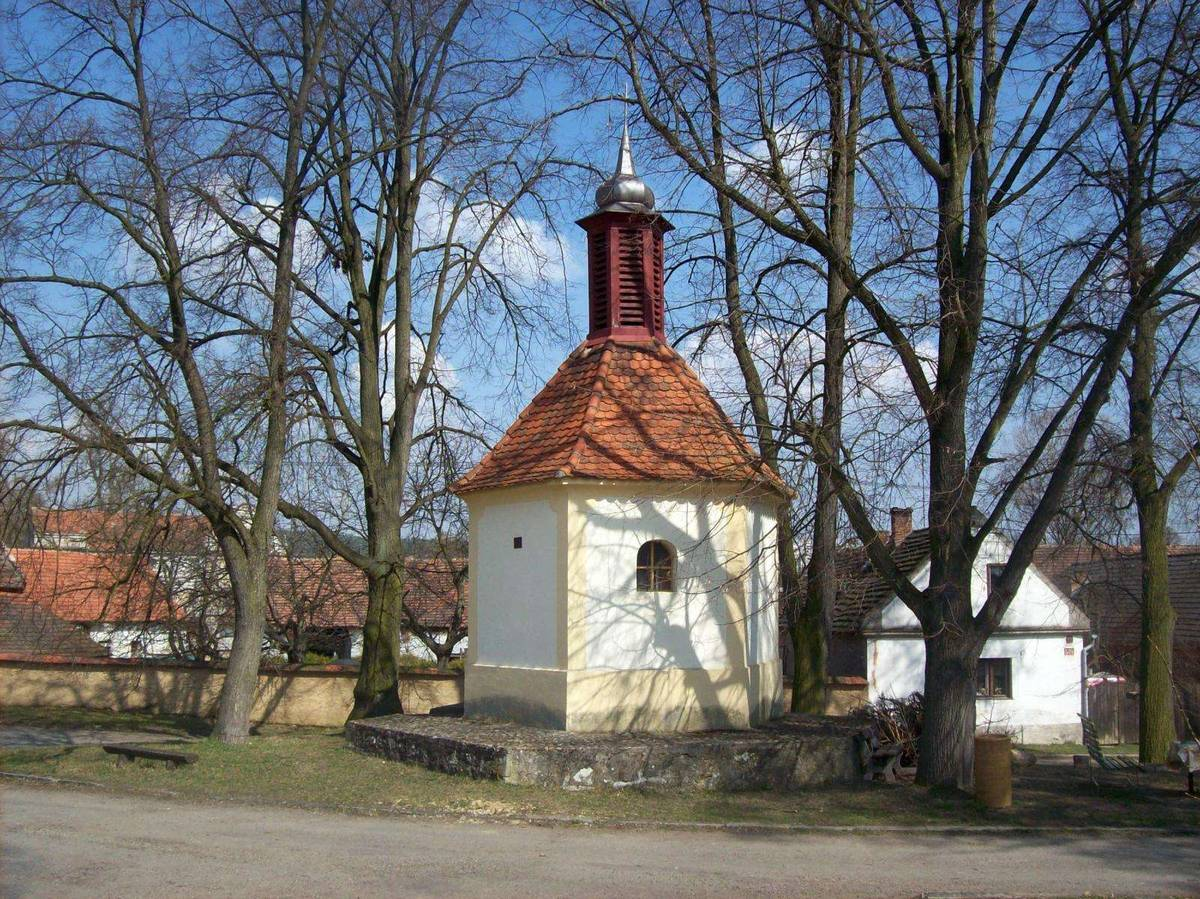
Chapelle Saint-Pierre.
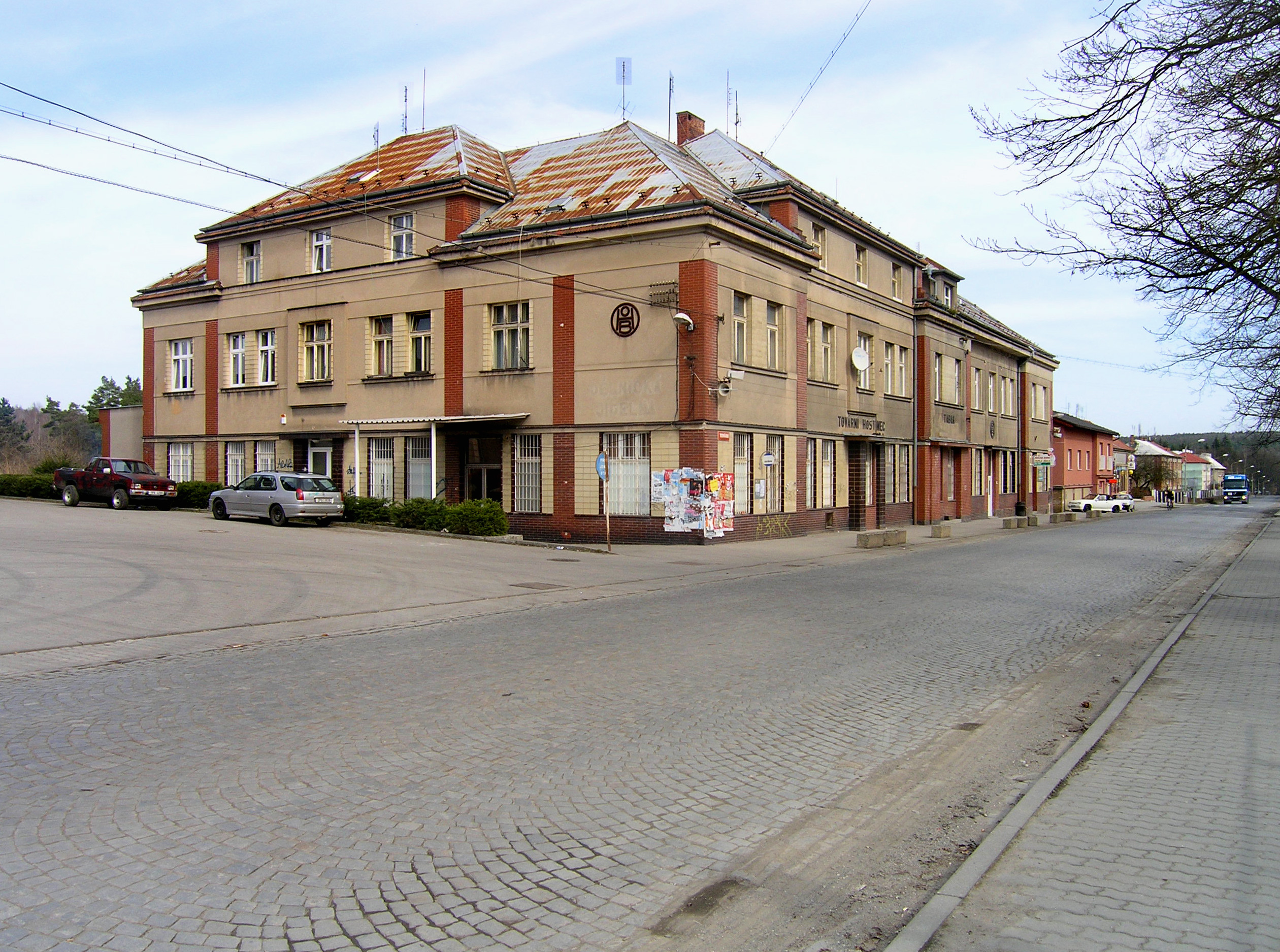
Horní Bříza : rue Tovární.

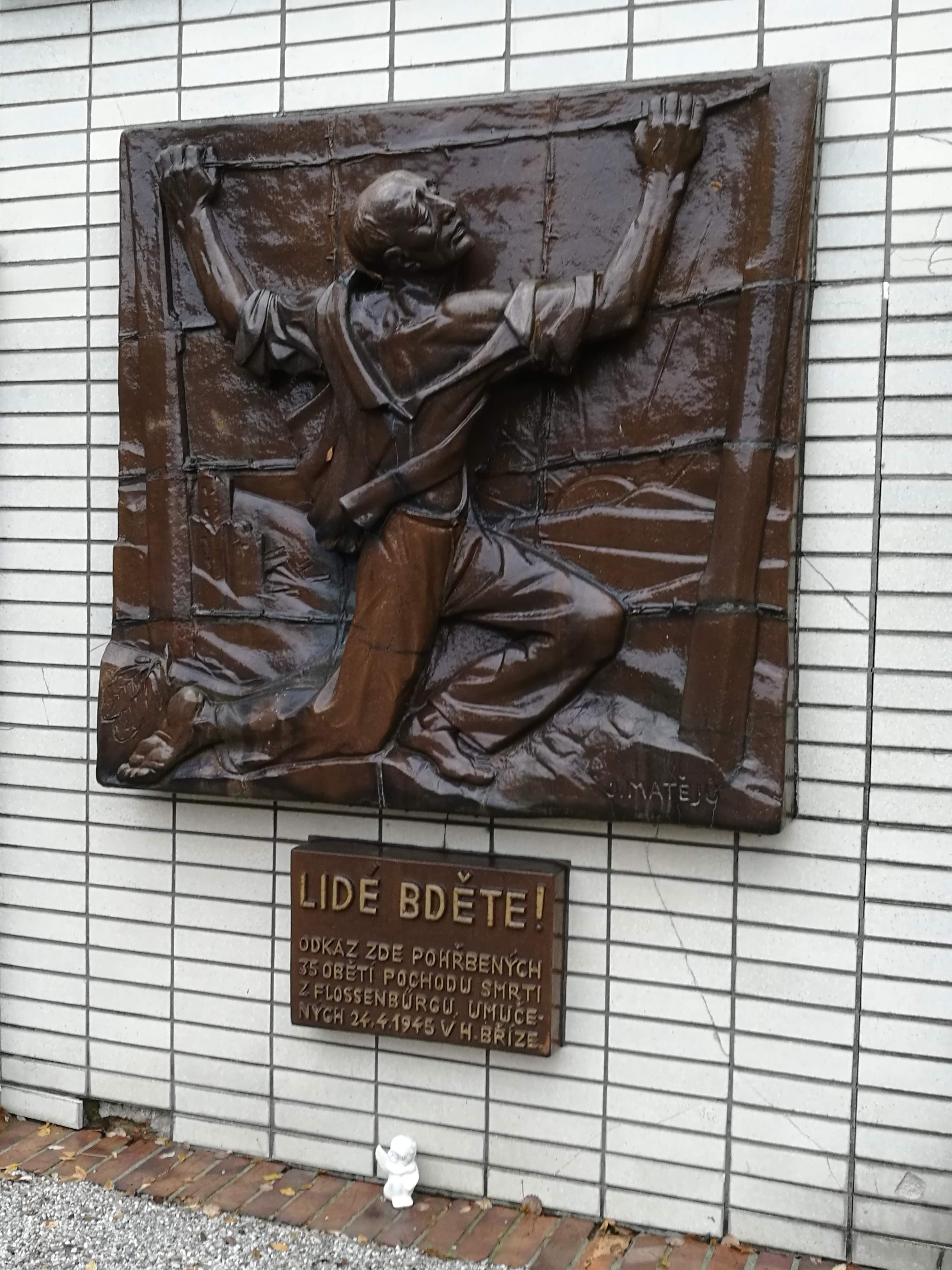
Monument aux victimes de la Seconde Guerre mondiale.
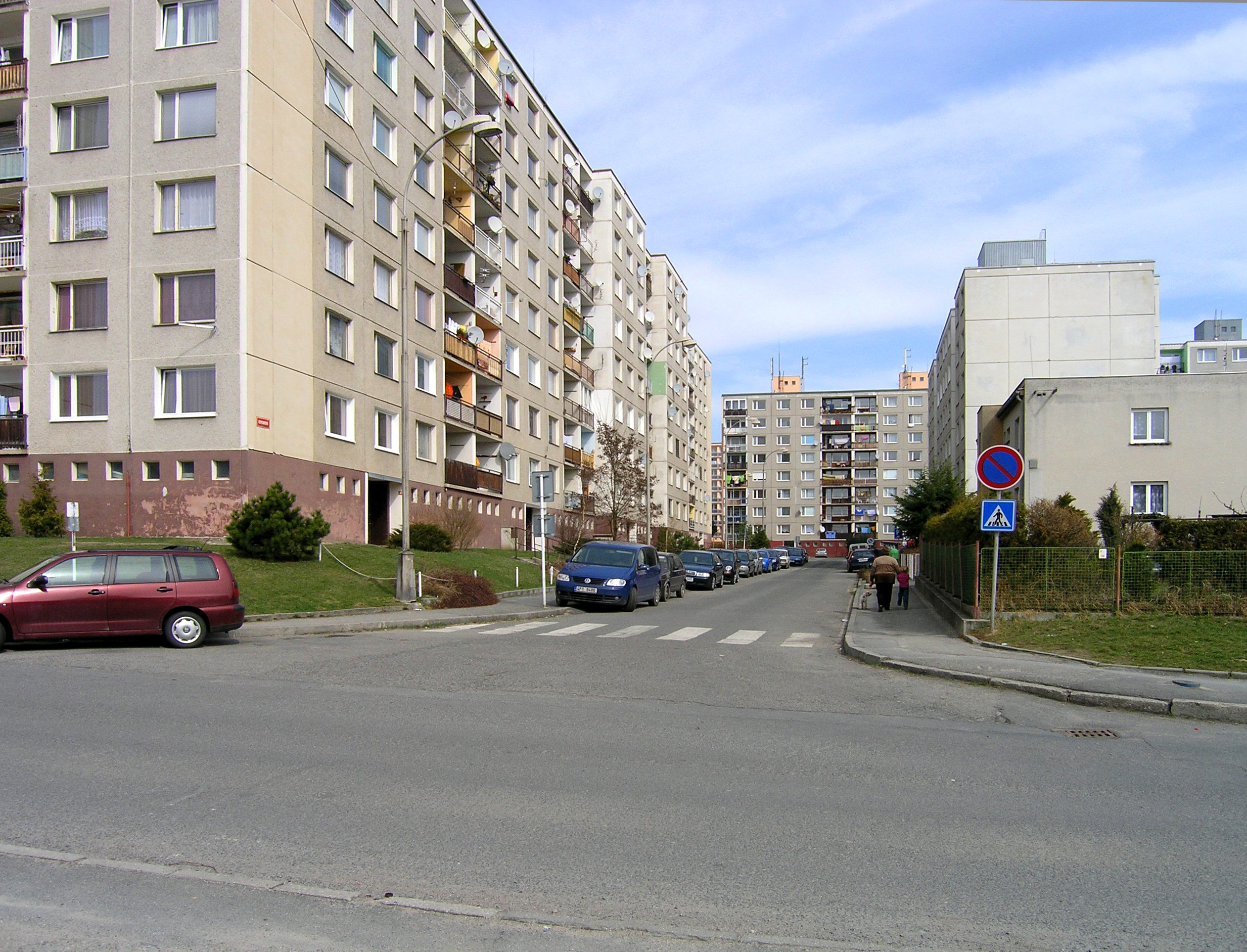
Horní Bříza : rue Comenius.

## Transports
Par la route, Horní Bříza se trouve à 5 km du centre de Třemošná, à 14 km de Plzeň et à 106 km de Prague. 